# МАС
МАС је скраћеница за италијанску реч Motoscafo armato silurante, у преводу наоружани торпедни глисер, односно торпедни чамац.
Италијанска морнарица је придала велику важност торпедним чамцима током Првог светског рата, што је кулминисало у спектакуларној акцији код Премуде.